# 73-й меридіан західної довготи
73-й меридіан західної довготи — лінія довготи, що лежить на 73 градуси західніше Гринвіцького меридіана. Вона проходить від Північного полюса через Північний Льодовитий океан, Північну Америку, Атлантичний океан, Південну Америку, Тихий океан, Південний океан та Антарктиду до Південного полюса.
73-й меридіан західної довготи формує велике коло разом із 107-мим меридіаном східної довготи.

## Список географічних об'єктів, що перетинає 73° зх. д.
Починаючи на Північному полюсі та рухаючись до Південного полюса, 73-й меридіан західної довготи проходить через:
| Координати                                                 | Країна, територія або море | Примітки |
| ---------------------------------------------------------- | -------------------------- | --- |
| 90°0′ пн. ш. 73°0′ зх. д. / 90.000° пн. ш. 73.000° зх. д.  | Північний Льодовитий океан | |
| 83°4′ пн. ш. 73°0′ зх. д. / 83.067° пн. ш. 73.000° зх. д.  | Канада                     | Нунавут — проходить через острів Елсмір                                                                     |
| 79°45′ пн. ш. 73°0′ зх. д. / 79.750° пн. ш. 73.000° зх. д. | Протока Нерса              | |
| 78°11′ пн. ш. 73°0′ зх. д. / 78.183° пн. ш. 73.000° зх. д. | Гренландія                 | Проходить через мис Олександра                                                                              |
| 78°9′ пн. ш. 73°0′ зх. д. / 78.150° пн. ш. 73.000° зх. д.  | Море Баффіна               | Проходить західніше острова Хаклайт[en], Гренландія Проходить через острови Кері[en], Гренландія            |
| 71°26′ пн. ш. 73°0′ зх. д. / 71.433° пн. ш. 73.000° зх. д. | Канада                     | Нунавут — проходить через острови Декстеріті[en], Адамс[en] та Баффінову Землю                              |
| 68°13′ пн. ш. 73°0′ зх. д. / 68.217° пн. ш. 73.000° зх. д. | Затока Фокс                | |
| 66°43′ пн. ш. 73°0′ зх. д. / 66.717° пн. ш. 73.000° зх. д. | Канада                     | Нунавут — проходить через Баффінову Землю                                                                   |
| 64°5′ пн. ш. 73°0′ зх. д. / 64.083° пн. ш. 73.000° зх. д.  | Гудзонова протока          | |
| 62°11′ пн. ш. 73°0′ зх. д. / 62.183° пн. ш. 73.000° зх. д. | Канада                     | Квебек – проходить через озеро Сен-П'єр[en]                                                                 |
| 45°1′ пн. ш. 73°0′ зх. д. / 45.017° пн. ш. 73.000° зх. д.  | США                        | Вермонт Массачусетс Коннектикут — проходить західніше Нью-Гейвен                                            |
| 41°13′ пн. ш. 73°0′ зх. д. / 41.217° пн. ш. 73.000° зх. д. | Протока Лонг-Айленд        | |
| 40°58′ пн. ш. 73°0′ зх. д. / 40.967° пн. ш. 73.000° зх. д. | США                        | Нью-Йорк – проходить через острів Лонг-Айленд                                                               |
| 40°41′ пн. ш. 73°0′ зх. д. / 40.683° пн. ш. 73.000° зх. д. | Атлантичний океан          | |
| 22°25′ пн. ш. 73°0′ зх. д. / 22.417° пн. ш. 73.000° зх. д. | Багамські Острови          | Проходить через острів Маягуана[en]                                                                         |
| 22°22′ пн. ш. 73°0′ зх. д. / 22.367° пн. ш. 73.000° зх. д. | Атлантичний океан          | |
| 21°33′ пн. ш. 73°0′ зх. д. / 21.550° пн. ш. 73.000° зх. д. | Багамські Острови          | Проходить через острів Малий Інагуа[en]                                                                     |
| 21°27′ пн. ш. 73°0′ зх. д. / 21.450° пн. ш. 73.000° зх. д. | Атлантичний океан          | Проходить східніше острова Великий Інагуа[ru], Багамські Острови Проходить західніше острова Тортуга, Гаїті |
| 19°55′ пн. ш. 73°0′ зх. д. / 19.917° пн. ш. 73.000° зх. д. | Гаїті                      | Проходить через острів Гаїті                                                                                |
| 19°36′ пн. ш. 73°0′ зх. д. / 19.600° пн. ш. 73.000° зх. д. | Карибське море             | Затока Гонав                                                                                                |
| 18°54′ пн. ш. 73°0′ зх. д. / 18.900° пн. ш. 73.000° зх. д. | Гаїті                      | Проходить через острів Гонав                                                                                |
| 18°45′ пн. ш. 73°0′ зх. д. / 18.750° пн. ш. 73.000° зх. д. | Карибське море             | Затока Гонав                                                                                                |
| 18°28′ пн. ш. 73°0′ зх. д. / 18.467° пн. ш. 73.000° зх. д. | Гаїті                      | Проходить через півострів Тібурон на острові Гаїті                                                          |
| 18°11′ пн. ш. 73°0′ зх. д. / 18.183° пн. ш. 73.000° зх. д. | Карибське море             | |
| 11°30′ пн. ш. 73°0′ зх. д. / 11.500° пн. ш. 73.000° зх. д. | Колумбія                   | |
| 9°46′ пн. ш. 73°0′ зх. д. / 9.767° пн. ш. 73.000° зх. д.   | Венесуела                  | |
| 9°17′ пн. ш. 73°0′ зх. д. / 9.283° пн. ш. 73.000° зх. д.   | Колумбія                   | |
| 2°23′ пд. ш. 73°0′ зх. д. / 2.383° пд. ш. 73.000° зх. д.   | Перу                       | |
| 5°44′ пд. ш. 73°0′ зх. д. / 5.733° пд. ш. 73.000° зх. д.   | Бразилія                   | Амазонас Акрі                                                                                               |
| 8°56′ пд. ш. 73°0′ зх. д. / 8.933° пд. ш. 73.000° зх. д.   | Перу                       | |
| 9°10′ пд. ш. 73°0′ зх. д. / 9.167° пд. ш. 73.000° зх. д.   | Бразилія                   | Акрі |
| 9°25′ пд. ш. 73°0′ зх. д. / 9.417° пд. ш. 73.000° зх. д.   | Перу                       | |
| 16°31′ пд. ш. 73°0′ зх. д. / 16.517° пд. ш. 73.000° зх. д. | Тихий океан                | |
| 36°44′ пд. ш. 73°0′ зх. д. / 36.733° пд. ш. 73.000° зх. д. | Чилі                       | Проходить східніше Консепсьйон                                                                              |
| 41°30′ пд. ш. 73°0′ зх. д. / 41.500° пд. ш. 73.000° зх. д. | Анкудська затока           | |
| 42°15′ пд. ш. 73°0′ зх. д. / 42.250° пд. ш. 73.000° зх. д. | Затока Корковадо           | |
| 43°17′ пд. ш. 73°0′ зх. д. / 43.283° пд. ш. 73.000° зх. д. | Чилі                       | Проходить через материк і острів Магдалена[en]                                                              |
| 49°1′ пд. ш. 73°0′ зх. д. / 49.017° пд. ш. 73.000° зх. д.  | Аргентина                  | |
| 50°46′ пд. ш. 73°0′ зх. д. / 50.767° пд. ш. 73.000° зх. д. | Чилі                       | Проходить через материк, острови Рієско і Святої Інеси                                                      |
| 54°5′ пд. ш. 73°0′ зх. д. / 54.083° пд. ш. 73.000° зх. д.  | Тихий океан                | |
| 54°28′ пд. ш. 73°0′ зх. д. / 54.467° пд. ш. 73.000° зх. д. | Чилі                       | Проходить через острів Нуар[en]                                                                             |
| 54°29′ пд. ш. 73°0′ зх. д. / 54.483° пд. ш. 73.000° зх. д. | Тихий океан                | |
| 60°0′ пд. ш. 73°0′ зх. д. / 60.000° пд. ш. 73.000° зх. д.  | Південний океан            | |
| 69°40′ пд. ш. 73°0′ зх. д. / 69.667° пд. ш. 73.000° зх. д. | Антарктида                 | Проходить через Землю Олександра I та материк — претендують Аргентина, Чилі та Велика Британія              |